# Ігор Лукшич
Ігор Лукшич (чорн. Igor Lukšić, Игор Лукшић; нар. 14 червня 1976, Бар, СР Чорногорія, Югославія) — чорногорський політичний і державний діяч, прем'єр-міністр Чорногорії (2010–2012). До цього був міністром фінансів і заступником прем'єр-міністра в уряді Чорногорії.
Член Демократичної партії соціалістів Чорногорії.

## Біографія
Його сім'я сягає своїм корінням в Црмніцу, одну з найстаріших областей Чорногорії.
У 1998 році Лукшич став випускником економічного факультету Університету Чорногорії в Подгориці. У 2002 здобув ступінь магістра. У 2003 році він став радником прем'єр-міністра в галузі зв'язків з громадськістю, разом із заступником міністра закордонних справ Сербії та Чорногорії. 16 лютого 2004 він був призначений міністром фінансів. Ігор здобув докторський ступінь у галузі економіки 10 вересня 2005.
3 жовтня 2006, Міло Джуканович заявив, що він не буде кандидатом на пост прем'єр-міністра на наступних виборах і вибрав Ігора Лукшича, як першого кандидата на пост прем'єр-міністра. Однак замість Лукшича Желько Штуранович був обраний новим прем'єр-міністром для компромісу між Джукановичем і Светозаром Маровичем.
Крім рідної мови, він також володіє англійською, французькою та італійською.
4 грудня 2012 призначений на посаду віцепрем'єра і міністра закордонних справ.